# Излетиште Астали
Излетиште Астали или Столови је излетиште на Фрушкој гори, налази се покрај Партизанског пута, у близини репетитора на Иришком Венца.
Постоји табла која означава ову локацију и упућује на одговорно понашање према природи. Ово место је и контролна тачка Фрушкогорског маратона КТ02. Путем кроз шуму или асфалтом може се стићи до партизанског спомен-обележја.